# Neohybothorax
Neohybothorax är ett släkte av steklar som beskrevs av Nikolskaja 1960. Neohybothorax ingår i familjen bredlårsteklar.
Kladogram enligt Catalogue of Life och Dyntaxa:
| Neohybothorax | \| \| Neohybothorax hetera \| \| \| \| \| \| Neohybothorax imitator \| \| \| \| |
|               | \| \| Neohybothorax hetera \| \| \| \| \| \| Neohybothorax imitator \| \| \| \| |
|               | Neohybothorax hetera                                                            |
|               |                                                                                 |
|               | Neohybothorax imitator                                                          |
|               |                                                                                 |